# Medal of Honor
 For alternative betydninger, se Medal of Honor (flertydig). (Se også artikler, som begynder med Medal of Honor)
Medal of Honor er den højeste amerikanske militære udmærkelse for tapperhed under kamp. Den kaldes også Congressional Medal of Honor, idet den uddeles af præsidenten i kongressens navn. Medaljen blev indstiftet af Abraham Lincoln i 1862 og er siden uddelt 3460 gange.
Grundlaget for medaljen er formuleret således:
"Præsidenten må i Kongressens navn tildele og overrække en Medal of Honor til et medlem af de væbnede styrker, der har udmærket sig selv ved fremtrædende tapperhed og frygtløshed under risiko for sit eget liv og udover hvad pligten kræver i en aktion imod en fjende af De forenede Stater"

## Privilegier
Modtagere af medaljen har en række rettigheder dels ved tradition, dels ved lov.
Det er en tradition at alle andre soldater, sømænd og piloter med rang helt op til præsidenten skal påbegynde honnøren. I det tilfælde at en højerestående officer træffer en modtager af Medal of Honor hilser officeren ikke soldaten, men medaljen.
Ved lov har modtageren rettigheder:
- Han har ret til at komme på Medal of Honor Roll der giver rettil en speciel pension der den 1. december 2004 var på $1027 om måneden. Beløbet reguleres løbende.
- Han får et ekstra uniformstilskud
- Han har ret til lufttransporter
- Han har et specielt identitetskort som giver ham og hans familie lave gebyrer og vekselkurser
- Hans børn kan optages på alle USAs militære skoler og universiteter uden adgangsbegrænsning
- Han får pensionen forøget med 10%
- Siden 23. oktober 2002 får han et specielt Medal of Honor flag
- Han må bære medaljen på passende civilt tøj
- Han må bære uniform når han vil. Andre tidligere medlemmer af de væbnede styrker må det kun ved ceremonielle lejligheder